# Мраз, Симон
Си́мон Мра́з — (нем. Simon Mraz; род. 22 апреля 1977, Траутмансдорф-ан-дер-Лайта, Брук-на-Лайте) — организатор художественных проектов, куратор, директор Австрийского культурного форума в Москве.

## Биография
Изучал историю искусств в Венском университете и Университете Париж 1 Пантеон-Сорбонна. После выпуска сотрудничал с австрийским аукционным домом «Доротеум», в том числе возглавлял его русский отдел.
С 2009 года — директор Австрийского культурного форума в Москве, с 2011-го — организатор выставок в собственной квартире в Доме на набережной. В 2013—2014 годах — руководитель и координатор Австрийского культурного сезона в России.
Коллекционер современного искусства.

## Основные выставочные проекты
- 2016 — Обсерватория. Специальная астрофизическая обсерватория Российской академии наук, Нижний Архыз, Карачаево-Черкесская Республика Российской Федерации, 16 октября — 5 ноября 2016. Каталог.
- 2015 — Надежда / Hope. Российские промышленные города глазами художников. Специальный проект 6-й Московской биеннале современного искусства. Трехгорная мануфактура, Москва, 23 сентября — 25 октября 2015. Каталог.
- 2014-2015 — Истории двух городов. Московский музей современного искусства, Москва, 16 сентября — 5 октября 2014; Jewish Museum Vienna, Вена, 21 января — 19 апреля 2015. Каталог.
- 2014 — Художественное изобретение себя и чистое удовольствие от жизни и любви. Дом на набережной, Москва, 2-6 июня 2014. Каталог.
- 2013—2014 — Ленин: ледокол. Ледокол «Ленин», Мурманск, 18 сентября 2013 — 10 января 2014; D.E.V.E. Gallery, Москва, 21 сентября — 10 октября 2013; LENTOS Kunstmuseum, Линц, Австрия, 28 февраля — 25 мая 2014. Каталог. Вне поля зрения. Центр современного искусства «ВИНЗАВОД», Москва, 28 ноября 2013 —12 января 2014. Каталог.
- 2012 — Пыль. Laboratoria Art & Science Space, Москва, 13 апреля — 15 июля. Каталог.
- 2011 — FACING KREMLIN. Gute Aussichten. Дом на набережной, Москва, 23 сентября — 9 октября 2011.
- 2015 — Надежда / Hope. Российские промышленные города глазами художников. Специальный проект 6-й Московской биеннале современного искусства. Трехгорная мануфактура, Москва, 23 сентября — 25 октября 2015.
- 2016 — Обсерватория. Художественная интервенция в Специальную астрофизическую обсерваторию Российской академии наук. Нижний Архыз, Карачаево-Черкесская Республика Российской Федерации, 16 октября — 5 ноября 2016. Каталог.

## Избранные публикации
- The Lovebook Архивная копия от 6 декабря 2019 на Wayback Machine [каталог выставки «Художественное изобретение себя и чистое удовольствие от жизни и любви»] // М.: Ad Marginem, 2015. — 112 с. — ISBN 978-5-91103-233-3.
- Донецк. Не только дым [каталог выставки] // М., 2015. — 48 с.
- Ожидание [каталог выставки] // М., 2014. — 28 с.
- Magazine Partnership XXI Century Архивная копия от 6 декабря 2019 на Wayback Machine // № 5 (47). — 2014. — 20 с.
- Ленин колет лед Архивная копия от 6 декабря 2019 на Wayback Machine [каталог выставки «Ленин: ледокол»] // М.: Ad Marginem, 2014. — 368 с. — ISBN 978-5-91103-172-5.
- Австрийский культурный сезон в России 2013/14 Архивная копия от 6 декабря 2019 на Wayback Machine // Вена, 2013. — 424 с.
- BELARUS — Young contemporary art Архивная копия от 6 декабря 2019 на Wayback Machine [каталог выставки] // М., 2012. — 238 С. — ISBN 978-3-200-02957-6
- Пыль — Staub — Dust Архивная копия от 6 декабря 2019 на Wayback Machine [каталог выставки] // М., 2012. — 110 с.
- FACING KREMLIN. Gute Aussichten [каталог выставки] // М., 2011. — 236 с.
- AUSTRIA DAVAJ! Der Gipfel des kreativen Österreich [каталог выставки] // Нюрнберг, 2011. — 104 с.
- Фильмы о московских художниках и коллекционерах из собрания Иоганна Марте // М., 2011. — 26 с.
- Герман Нитч в России Архивная копия от 6 декабря 2019 на Wayback Machine [каталог выставки «Герман Нитч. Театр оргий и мистерий»] // М., 2010. — 72 с.
- Jahresbericht des Österreichischen Kulturforums Moskau 2010 Архивная копия от 6 декабря 2019 на Wayback Machine // М., 2010. — 158 с.